# Baptisten im Libanon
Der weitaus größte Teil der Baptisten im Libanon gehört zum Libanesischen Baptistenbund, der Lebanese Baptist Convention.

## Geschichte
Während einer Reise in die Vereinigten Staaten konvertierte der libanesische Muslim Said Jureidini (1866–1952) zum Christentum. Er ließ sich 1893 in der Third Baptist Church St. Louis/Missouri taufen. Die Gemeinde beschloss, Jureidini als ihren Missionar in den Libanon zurückzusenden, und stattete ihn mit den notwendigen Mitteln aus.
Nach seiner Heimkehr begann Said Jureidini mit einer intensiven Missionsarbeit unter seinen Landsleuten. Bereits 1895 – also zwei Jahre nach seiner Taufe – konnte sich eine erste libanesische Baptistengemeinde in Beirut konstituieren.
Die aufblühende Gemeindearbeit erfuhr weitere Unterstützung von der US-amerikanischen Baptist General Association, Vorläuferin der späteren American Baptist Association.
Durch die Wirksamkeit des amerikanischen Baptistenpastors Joseph K. David entstand 1904 eine weitere libanesische Baptistengemeinde in Rasheiya. Ihre Entstehung führte dazu, dass sich in Illinois, dem Herkunftsland Davids, eine Missionsgesellschaft bildete, die Baptist Gospel Missionary Convention. Auch die Southern Baptist Convention, der Baptistenbund der amerikanischen Südstaaten, unterstützte Davids Arbeit. Sie entsandten 1948 ein Missionsehepaar in die Region um Rasheiya.
In der Folgezeit entstanden weitere Gemeinden. 1955 schlossen sie sich zum Libanesischen Baptistenbund zusammen.

## Organisation und Statistik
Die libanesischen Baptistengemeinden sind von ihrer Struktur her kongregationalistisch orientiert. Die lokalen Gemeinden sind daher autonom. Im libanesischen Baptistenbund sind 28 Gemeinden zusammengeschlossen. Er zählt (ohne Kinder und Freunde) rund 2000 Mitglieder. Jede Gemeinde entsendet entsprechend ihrer Mitgliederzahl Abgeordnete zum nationalen Gemeindekongress. Dieser wählt ein Exekutivgremium, das die Beschlüsse des Kongresses ausführt und diesem gegenüber auch verantwortlich ist.
Der libanesische Baptistenbund ist Mitglied der Europäisch-Baptistischen Föderation und des Baptistischen Weltbundes.

## Theologische Ausbildung
Die theologische Ausbildung der Pastoren erfolgt am Arab Baptist Theological Seminary in Beirut. Diese akademische Ausbildungsstätte wurde 1960 mit amerikanischer Hilfe gegründet und richtet sich mit ihren Angeboten an Theologiestudenten aus der gesamten arabischen Welt. Im Verwaltungsgremium der Hochschule befinden sich neben Libanesen auch Abgeordnete der Baptisten-Unionen von Jordanien und Ägypten.